# Pentimele
Il quartiere di Pentimele, è parte della X circoscrizione del comune di Reggio Calabria nella zona centro-nord della città, a ridosso dell'omonima collina; il nome Pentimele deriva dal greco πέντε μηλις e significa "cinque melidi" (ovvero cinque ninfe, cinque sirene). Melide (Malide) è il nome di una ninfa (Teocrito)
Il luogo per le sue bellezze naturali era stato già individuato dagli antichi greci come vissuto dalle ninfe. Altra possibile ipotesi sulla derivazione del nome: Pendix mellis, Pendice del miele.
Nel quartiere sorgono varie strutture, tra cui: la struttura fieristica del Parco Fiera Pentimele (o Fiera di Reggio), alcuni tra i più importanti stabilimenti balneari della città, un circolo nautico, un circolo del tennis, la sede della Motorizzazione Civile, nonché il PalaPentimele (oggi PalaCalafiore), palasport sede di importanti eventi sportivi della città calabrese.
Inoltre, sulla collina che sovrasta il quartiere, si trovano i Fortini di Pentimele.